# شاخة الخان الثانية (دار خوين)
شاخة الخان الثانية (بالفارسية: شاخت الخان دو) هي منطقة سكنية تقع في إيران في قسم دار خوين الريفي. يقدر عدد سكانها بـ 212 نسمة بحسب إحصاء 2016.